# 春風亭柳橋 (7代目)
七代目 春風亭 柳橋（しゅんぷうてい りゅうきょう、1935年8月12日 - 2004年10月31日）は落語芸術協会に所属した落語家。本名∶駒木根 正男。東京都出身。出囃子は『せり』。

## 来歴
1952年4月、三代目桂三木助に入門。前座名：桂木久夫。1956年4月、二ツ目に昇進し桂木久助に改名。1959年4月、師匠の三木助が日本芸術協会（現：落語芸術協会）脱会時に、定席に出続けるため（三木助は落語協会に移るのに冷却期間を置くために、一時期フリーランスとなった）、1959年6月、大師匠六代目春風亭柳橋門下へ移り、春風亭愛橋と改名。1964年4月に真打に昇進し、春風亭柏枝となる。1982年、七代目春風亭柳橋襲名。
1974年、文化庁芸術祭優秀賞受賞。落語芸術協会副会長を務めた。
2004年10月31日、消化管間葉系腫瘍のため東京都千代田区の病院で死去。69歳没。

## 人物
病と闘いながら高座に上がっており、生涯で経験した手術は8度におよぶ。三代目三遊亭遊三からは「柳橋さん、そんなに切ったり縫ったりするの大変だから、いっそお腹のところチャックにしたらどうですか」と言われたという。

## 得意ネタ
三代目桂三木助譲りの「三井の大黒」などがある。

## 芸歴
- 1952年4月 - 三代目桂三木助に入門、前座名「木久夫」。
- 1956年4月 - 二ツ目昇進、「木久助」に改名。
- 1959年6月、六代目春風亭柳橋門下へ移り、「愛橋」と改名。
- 1964年4月 - 真打昇進、「柏枝」を名乗る。
- 1982年 - 「七代目春風亭柳橋」を襲名。

## 弟子
- 八代目春風亭柳橋
- 春風亭べん橋 - 七代目死後は八代目門下へ

### 元弟子
- 春風亭木久枝
- 春風亭柏葉

## 関連書籍
- 鈴木直 編『七代目春風亭柳橋―至福の古典落語』（2006年10月、青蛙房）
- 鈴木直 編『七代目春風亭柳橋　お直し』（2008年9月、青蛙房）